# Horus' øje
Horus' øje er en egyptisk hieroglyf, som er blevet brugt indenfor såvel magien som i egyptisk matematik. I Alan Gardiners liste over hieroglyffer har den nummer D10.
| D10 |

## Anvendelse
De gamle egyptere beskrev stambrøkerne (1/x), særlig toerpotenserne (2, 4, 8, 16, ...) som elementer i Horus' øje.
De enkelte dele af øjet fungerer som brøkdele af rummålet hekat (1 hekat = 4,8 liter). Summen af brøkerne giver 63/64; den sidste fireogtresindstyvendedel har Thot angiveligt ladet forsvinde.
Horusøjet ("måneøjet") er helet af Thot. Øjet er et godt tegn; som amulet beskytter det mod "det onde øje" og mod uheld og giver desuden kraft og frugtbarhed. I det Nye Rige dekoreredes ligkister med øjet ("magiske øjne").